# Ilam (Iran)
Ilam – miasto w zachodnim Iranie, w ostanie Ilam, w Kurdystanie. W 2006 roku miasto liczyło 155 289 mieszkańców w 34 549 rodzinach. Jest stolicą ostanu Ilam. W mieście znajduje się port lotniczy Ilam.